# Novo millennio ineunte
Ob začetku novega tisočletja (izvirno latinsko Novo millenio ineunte) je apostolsko pismo, ki ga je napisal papež Janez Pavel II. leta 2001.
V zbirki Cerkveni dokumenti je to delo izšlo istega leta kot 91. zvezek (kratica CD 91).